# Andrzej Sykta
Andrzej Sykta (ur. 9 września 1940 w Krakowie, zm. 14 listopada 2024) – polski piłkarz grający na pozycji napastnika.

## Kariera
Przez wiele sezonów był piłkarzem Wisły Kraków. W jej barwach w 1967 sięgnął po Puchar Polski. W meczu finałowym z Rakowem Częstochowa zdobył gola w 107. minucie spotkania. W reprezentacji Polski wystąpił dwa razy. Debiutował jako nastolatek, w rozegranym 8 listopada 1959 spotkaniu z Finlandią. Polska wygrała 6:2, a Sykta zdobył jedną z bramek. Drugi raz zagrał trzy lata później.

## Sukcesy

### Klubowe

#### Wisła Kraków
- Mistrzostwo II ligi: 1964/1965
- Wicemistrzostwo Polski: 1965/1966
- Puchar Polski: 1966/1967